# Acila castrensis
Acila castrensis är en musselart som först beskrevs av Hinds 1843.  Acila castrensis ingår i släktet Acila och familjen nötmusslor. Inga underarter finns listade i Catalogue of Life.